# Ghiacciaio Rush
Il ghiacciaio Rush è un ghiacciaio lungo circa 7 km situato sull'isola Brabant, una delle isole dell'arcipelago Palmer, al largo della costa nord-occidentale della Terra di Graham, in Antartide. In particolare, il ghiacciaio, che è situato subito a nord del ghiacciaio Dimkov e il cui punto più alto raggiunge circa i 1000 m s.l.m., scorre verso ovest, fluendo lungo il versante nord-occidentale dei monti Solvay, fra il monte Aciar e il monte Sarnegor, fino a entrare nella cala Buragara, sulla costa della baia di Dallmann, nella parte sud-occidentale dell'isola.

## Storia
Il ghiacciaio Rush appariva già in mappe del governo argentino realizzate nel 1953 dove però non era indicato con nessun nome; in seguito esso è stato fotografato durante una serie di ricognizioni aeree effettuate dalla Hunting Aerosurveys Ltd nel 1956-57, mappato più dettagliatamente dal British Antarctic Survey (al tempo ancora chiamato "Falkland Islands Dependencies Survey", FIDS) sulla base di tali fotografie e battezzato con il suo attuale nome dal Comitato britannico per i toponimi antartici in onore del medico e filantropo statunitense Benjamin Rush, noto anche per essere stato uno dei firmatari della Dichiarazione d'indipendenza degli Stati Uniti d'America.